# Dilobopterus dispar
Dilobopterus dispar är en insektsart som beskrevs av Ernst Friedrich Germar 1821. Dilobopterus dispar ingår i släktet Dilobopterus och familjen dvärgstritar. Inga underarter finns listade i Catalogue of Life.